# Mesochorus hidalgoensis
Mesochorus hidalgoensis là một loài tò vò trong họ Ichneumonidae.